# تاماس ميجر
تاماس ميجر (بالمجرية: Major Tamás)‏ هو سياسي ومخرج وممثل مجري، ولد في 26 يناير 1910 في المجر، وتوفي في 13 أبريل 1986 ببودابست في المجر. من الجوائز التي نالها جائزة كوشوت ‏.

## أعمال

### أفلام
- (1981) ميفيستو

## جوائز
- جائزة كوشوت [الإنجليزية]‏

## وصلات خارجية
- تاماس ميجر على موقع IMDb (الإنجليزية)
- تاماس ميجر على موقع أول موفي (الإنجليزية)
- تاماس ميجر على موقع قاعدة بيانات الأفلام السويدية (السويدية)
- تاماس ميجر على موقع قاعدة بيانات الفيلم (الإنجليزية)